# Agrochola ferrugineoides
Agrochola ferrugineoides är en fjärilsart som beskrevs av Achille Guenée 1852. Agrochola ferrugineoides ingår i släktet Agrochola och familjen nattflyn. Inga underarter finns listade i Catalogue of Life.